# Cesta I. triedy 66
Die Cesta I. triedy 66 (slowakisch für ‚Straße 1. Ordnung 66‘), kurz I/66, ist eine Straße 1. Ordnung in der Slowakei. Sie befindet sich in der Mitte des Landes und gilt als Fortsetzung der ungarischen Hauptstraße von Budapest aus. Von der ungarischen Grenze bei Šahy bis Kováčová bei Zvolen verläuft sie annähernd in Süd-Nord-Richtung, ab Banská Bystrica in West-Ost-Richtung, ab Vernár erneut ungefähr in Süd-Nord-Richtung. Im ersten Abschnitt bis Kováčová ist sie Teil der Europastraße 77.
Am 1. August 2015 wurde die Teilstrecke Vernár–polnische Grenze bei Tatranská Javorina in die I/66 eingegliedert, die bisher Teil der gleichzeitig verkürzten I/67 war.

## Verlauf
Die I/66 beginnt als Fortsetzung der ungarischen Hauptstraße 2 am ehemaligen Grenzübergang Šahy-Parassapuszta und überquert den Fluss Ipeľ in der Stadt Šahy, quer durch östliche Ausläufer des Donauhügellands. Ab etwa Dudince (Grenze Nitriansky kraj/Banskobystrický kraj) verläuft die Straße zwischen den Schemnitzer Bergen auf der Westseite und die Krupinská planina, bzw. Javorie auf der Ostseite, durch die Ortschaft Hontianske Nemce und Stadt Krupina. Dabei folgt sie die Täler der Flüsse Štiavnica bis Hontianske Nemce, Krupinica zwischen Devičie und Babiná und dann Neresnica bis Zvolen.
Sie umrundet Zvolen von der Süd- und Westseite und folgt das Tal des Flusses Hron im Talkessel Zvolenská kotlina, zuerst jedoch nur bis Kováčová, da der weitere, ehemals zur I/66 gehörende Verlauf durch die Schnellstraße R1 unterbrochen wird. Die Straße taucht wieder in Banská Bystrica auf und ändert seine Richtung nach Osten, parallel mit dem Fluss Hron. Bis zum Ende erhebt sich die Niedere Tatra auf der Nordseite, auf der Südseite sind es die Poľana und Muránska planina. Bis Brezno geht sie die Ortschaften um, ab Brezno geht sie mehr durch. Kurz hinter dem Pass Besník (994 m n.m.) geht es in den Pass Vernár (1053 m n.m.) und hinter dem Ort Vernár beginnt die historische Landschaft Zips; im Kessel Podtatranská kotlina durchquerte Orte sind z. B. Poprad, Kežmarok und Spišská Belá, bevor sie in Richtung Belaer Tatra abzweigt. Ab der Kreuzung mit der II/537 bei Tatranská Kotlina bildet sie ein Teil der sog. Cesta Slobody (Freiheitsstraße), eine Magistrale, die slowakische Tatra-Orte verbindet und bei Tatranská Javorina am ehemaligen Grenzübergang Podspády-Jurgów (bis 20. Juni 2019 Lysá Poľana-Bukowina Tatrzańska) geht in die polnische Droga krajowa 49 Richtung Nowy Targ über.

## Ausbaupläne
Im Südteil von Šahy bis Zvolen ist ein Teilstück der Schnellstraße R3 geplant, über konkrete Baupläne liegt jedoch kein Zeitplan vor.

## Kurioses
Motorradfahrer treffen sich jedes Jahr in Šahy für eine Fahrt über Cesta I. triedy 66, die sie in Anlehnung an die US-Route 66 als slowakische Route 66 bezeichnen. Das Buch Im Namen der Route 66 – Neue Reisen in Europa erzählt von diesem Treffen und anderen Besonderheiten entlang der Straße.

## Galerie

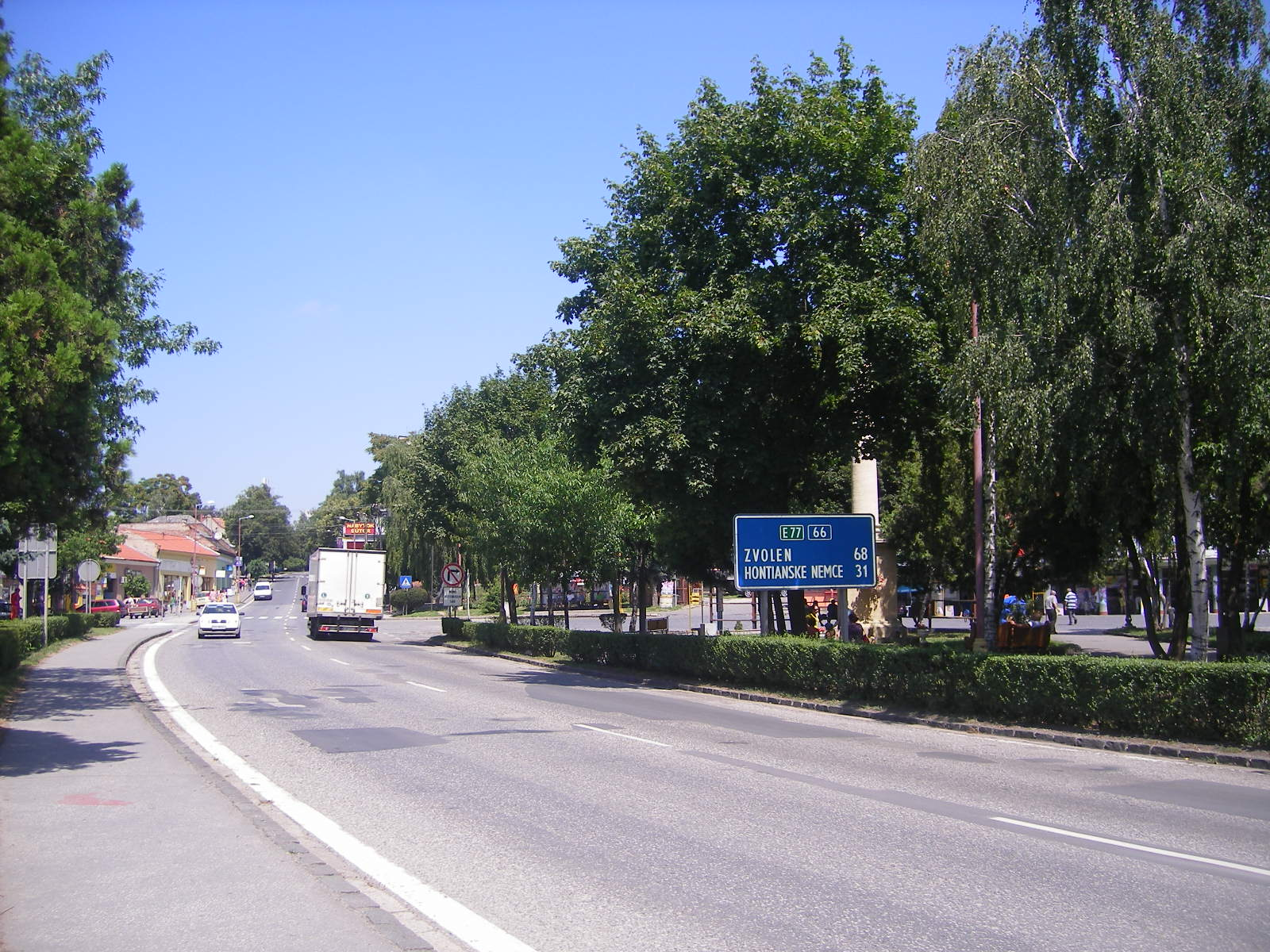
Die Straße in Šahy kurz nach der ungarischen Grenze
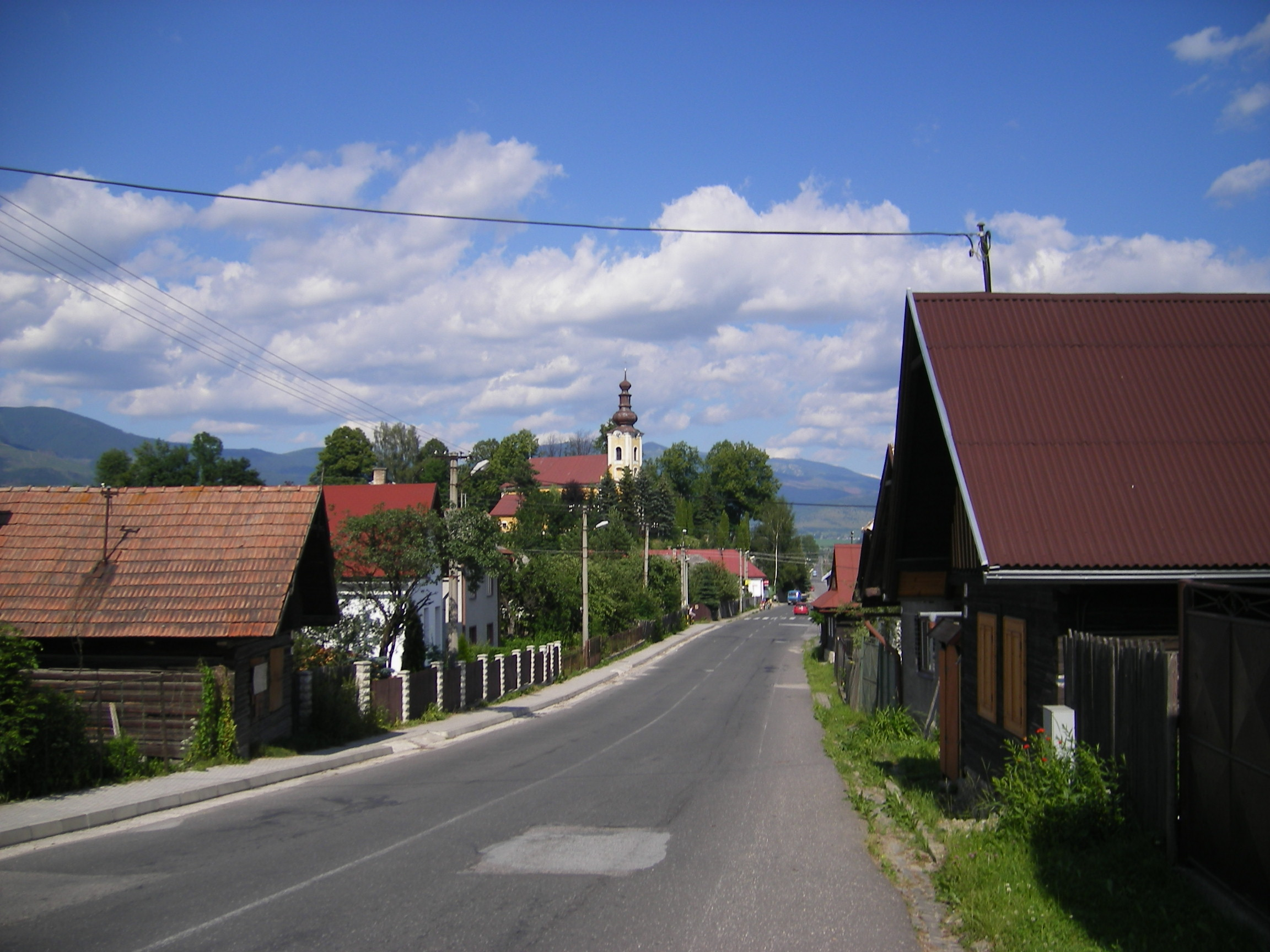
In Závadka nad Hronom